# سنکت گئورگ (هامبورگ)
سنکت گئورگ (هامبورگ) (به آلمانی: Hamburg-St. Georg) یک منطقهٔ مسکونی در آلمان است که در هامبورگ واقع شده‌است. سنکت گئورگ ۱۰٬۵۵۱ نفر جمعیت دارد.